# Верданді
Верданді (д.-сканд. Verðandi) — «становлення» або «сучасне»; одна з норн германо-скандинавської міфології.

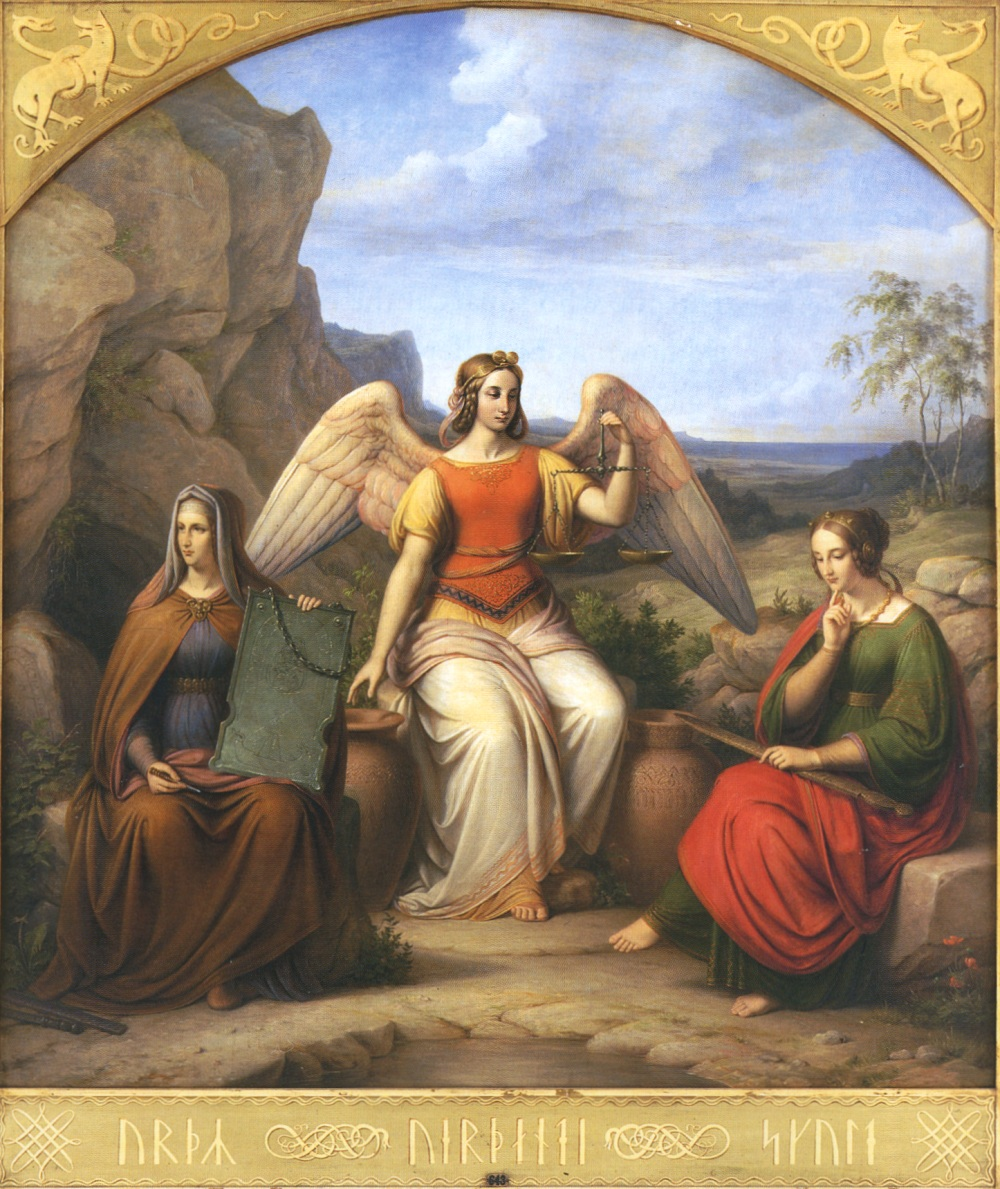
«Норни». Худ. Дж. Л. Лунд (J.L. Lund) зобразив Верданді з крилами. 1884.

Верданді була однією з норн. Разом з Урд (Urðr — д.-сканд. «доля» або «минуле») та Скульд (Skuld — д.-сканд. «майбутнє» або «борг») Верданді входить в тріо германо-скандинавських норн, які диктують та вирішують долю людей. Яскраво представлені у пісні «Пророкування вьольви», зустрічаються в низці інших творів германо-скандинавського епосу («Оповідь про Норна-Ґеста» тощо).
На честь Верданді названо астероїд Верданді.

## Етимологія

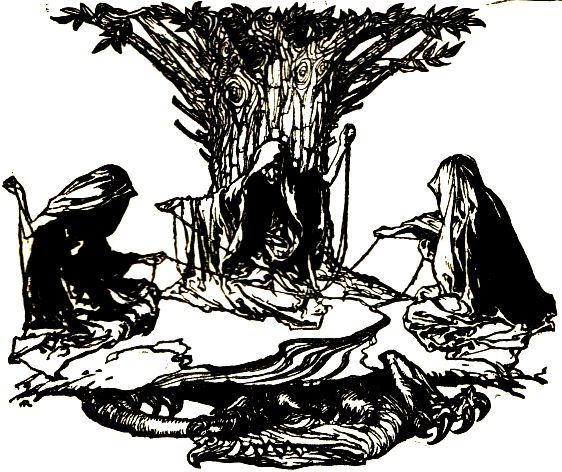
«Норни, які плетуть долю».
Худ. Артур Рекгем (Arthur Rackham). 1912.

Verðandi є форма теперішнього часу від д.-сканд. дієслова «verða» «ставати» і зазвичай перекладається як «в становленні» або «те, що сталося»; це слово споріднене з гол. worden і нім. werden, які обидва означають «ставати».
1. ↑  Норны // Нарушевич — Ньютон — 1916. — Т. 28. — С. 872.